# Selenia delineata
Selenia delineata är en fjärilsart som beskrevs av Feichtenberger 1965. Selenia delineata ingår i släktet Selenia och familjen mätare. Inga underarter finns listade.